# 運動音痴
運動音痴（うんどうおんち）とは、身体的運動に関する感覚が鈍いこと。身体的運動が苦手なこと。また、その人。運痴（うんち）。英語では "poor sports ability" が表現として近似で、語意を直訳すれば「貧しいスポーツ能力」であるが、「身体的運動」はスポーツに限らないため、完全同義語ではない。
日本語では、「音痴」は音程に対する感覚が劣っていることで、そこから転じて、「あることに関して感覚が鈍いこと。また、その人。」をも「～ 音痴」というが、これを「運動するための体力や技能」にあてはめたのが「運動音痴」である。
学術的には「運動不振」（または「運動遅滞」）という用語が使用され、1970年頃から散発的に研究が行われている。他にも国内外でさまざまな用語が用いられているが、国際的には「発達性協調運動障害」(Developmental Coordination Disorder: DCD) の用語が概念的に最も近い。ただし、発達性協調運動障害の場合は日常生活にも支障をもたらすレベルの身体運動における不器用さを想定しているため、単に体育やスポーツが苦手といった場合は該当しない。
また運痴という略語は劇作家の飯沢匡が1959年に某紙の東京オリンピック決定への意見で用いてメディアに広まっていったとされる。